# Lobi neem
Lobi neem är en udde på Estlands nordkust mot Finska viken. Den ligger i kommunen Haljala kommun (före 2017 Vihula kommun) i landskapet Lääne-Virumaa, 70 km öster om huvudstaden Tallinn. Det är den nordligaste udden på halvön Vergi poolsaar. Sydväst om den ligger bukten Käsmu laht och österut ligger bukten Koolimäe laht och bortom den udden Pedassaare nina. 
Runt Lobi neem är det mycket glesbefolkat, med 5 invånare per kvadratkilometer. Närmaste by är Lobi och närmaste stad är Loksa, 15 km väster om Lobi neem. I omgivningarna runt Lobi neem växer i huvudsak barrskog.